# Malicho Vaca
Mauricio Vaca Valenzuela (Santiago, Chile, 10 de noviembre de 1987), más conocido como Malicho Vaca, es un actor, dramaturgo y director chileno. Es conocido por su participación como actor en las películas Miguel San Miguel, donde interpreta al cantautor chileno de la banda Los Prisioneros Jorge González, Las plantas, y la película Cola de mono dirigida por el director y guionista chileno Alberto Fuguet.
En 2020 estrena su obra de teatro Reminiscencia, la cual ha sido catalogada por el Círculo de Críticos de Arte de Chile como la mejor creación artística de ese año, y que ha sido presentada en festivales de Argentina, Suiza, Brasil, Ecuador y España.

## Biografía

### Primeros años
Nace en 1987 y crece en el Barrio Bellavista de Santiago de Chile. Actuó por primera vez a los siete años en una serie infantil sobre los derechos del niño en canal 13. Estudió en el Liceo Jose Victorino Lastarria. Inició su formación en Actuación Teatral en la Facultad de Artes de la Universidad de Chile, donde estuvo hasta el año 2014, y obtuvo un diplomado en realización audiovisual de la Escuela de Cine de Chile. Además estudió en la Escuela de Cuenta Cuentos de la Fundación Mustakis.[cita requerida]

### Carrera profesional
En 2012 se estrena Miguel San Miguel, la primera película sobre el icónico grupo chileno Los Prisioneros se enfocó en la vida del baterista Miguel Tapia, explorando su juventud y el origen del grupo desde su perspectiva, dónde Vaca interpreta al vocalista y cantautor Jorge González, el primer actor en ser elegido, y para el rol tuvo que aprender a tocar el bajo y tomar lecciones de canto. Dirigida y escrita por Matías Cruz, la película es descrita como una interpretación artística más que comercial de los primeros años de Los Prisioneros; esta además cuenta con la colaboración de Tapia y utiliza música del grupo.
En 2013 crea junto con Ébana Garín la Compañía «La Insolente Teatre»; su primera obra estrena fue «Bolero de almas perdidas». Bajo esta compañía se han desarrollado los montajes de «Los hombres tristes», «Monica: El truncado vuelo de la paloma», «Las cosas que nunca dije», «PARANOIA» y «Reminiscencia».
En 2022 crea y dirige «Identidad #83», una obra que profundiza en la vida del cirujano y actor Roberto Hoppmann. A través de una mezcla de imágenes, videos y música, la obra explora diversos aspectos de la vida de Hoppmann, incluyendo su juventud, la migración de sus ancestros, y la Segunda Guerra Mundial.

#### «Reminiscencia»
«Reminiscencia» se presenta como su obra más emblemática. Estrenada en 2020, es una experiencia que mezcla lo teatral y lo digital para crear un espacio de reflexión sobre la memoria y la identidad. La obra de teatro es descrita como una autoficción, que combina elementos de monólogo y charla expositiva. Creada por Vaca, la pieza explora la memoria colectiva y la biografía familiar en el contexto de la pandemia y el estallido social en Chile. Incorpora tecnología digital y elementos visuales, como fotografías geo-localizadas, para conectar la narrativa personal con el espacio público y colectivo, ofreciendo una experiencia teatral innovadora que invita a la reflexión sobre el tiempo, la memoria y la identidad.
La obra ha sido premiada por el Círculo de Críticos de Arte de Chile como la mejor creación online del 2020, destacando la innovación y la profundidad emocional y conceptual de su trabajo. Desde su estreno, la obra ha sido presentada en el Festival Internacional de Buenos Aires (Argentina), Teatro UNAM (México), el festival Ibero-Americano de Artes Cênicas (Brasil), el Festival Iberoamericano de Teatro de Cádiz y el Festival Grec de Barcelona (España), además de Suiza y Ecuador.
Tras el éxito de Reminiscencia, Mauricio fue invitado a participar en el Festival de Teatro Juan Radrigán, organizado por la Municipalidad de Quilicura, lo que representa su primera incursión en un festival después de la temporada virtual. Esto conllevó a que participara junto con la comunidad de Quilicura, donde extendió su exploración de la memoria y la identidad a través del proyecto «ReminiscenciaS Vol. II Proyecto Quilicura»,

## Vida personal y exploración artística
Malicho es homosexual, y su experiencia personal como de la comunidad en Chile ha permeado en las obras de su autoría, dónde se reflejan las temáticas de diversidad sexual y de género, y los derechos humanos.
Desde su juventud, Mauricio ha estado profundamente interesado en la geografía y cómo esta influye en el ser, la memoria, la creación artística y la identidad en un contexto espacial. Su obra es una exploración de la memoria, la biografía, y la cartografía, utilizando herramientas digitales como Google Maps y Google Earth para investigar y representar espacios geográficos y su significado personal y colectivo.

## Obras

### Filmografía
Estas son las películas y series de televisión en las que ha participado:
| Año  | Título                          | tipo                | Personaje                                                                                      |
| ---- | ------------------------------- | ------------------- | ---------------------------------------------------------------------------------------------- |
| 2011 | 12 días que estremecieron Chile | Serie de televisión | Patricio; episodio «Inocencia asesinada»                                                       |
| 2012 | Miguel San Miguel               | Largometraje        | Jorge González                                                                                 |
| 2013 | Volantín cortao                 | Largometraje        | Joven jote                                                                                     |
| 2013 | Bim bam bum                     | Serie de televisión | Iván; dos episodios «El espectáculo corre peligro» y «Unidad a toda prueba en el Bim Bam Bum». |
| 2014 | La canción de tu vida           | Serie de televisión | Carlanga Muñoz; episodio «El juego verdadero»                                                  |
| 2015 | En la gama de los grises        | Largometraje        | Extra                                                                                          |
| 2015 | Las plantas                     | Largometraje        | Sebastián                                                                                      |
| 2017 | Reinos                          | Largometraje        | Juan                                                                                           |
| 2017 | 12 días que estremecieron Chile | Serie de televisión | Vicente; episodio «Informe Valech»                                                             |
| 2018 | Cola de mono                    | Largometraje        | Gaspar                                                                                         |
| 2018 | Efecto mariposa                 | Serie de televisión | Raúl López                                                                                     |
| 2020 | Los Carcamales                  | Serie de televisión | Chili Pepper                                                                                   |

### Teatro
| Año  | Título                                 | Personaje | Comentarios |
| ---- | -------------------------------------- | --------- | --- |
| 2010 | Desdicha Obrera                        | -         | Actor; montado por el Taller Integrado I de la Escuela de Teatro de la Universidad de Chile.                               |
| 2014 | Boleros de almas perdidas              |           | Montada por la compañía «La Insolente Teatre»                                                                              |
| 2016 | Los hombres tristes                    |           | Montada por la compañía «La Insolente Teatre»                                                                              |
| 2017 | Mónica: el truncado vuelo de la paloma |           | Montada por la compañía «La Insolente Teatre»                                                                              |
| 2018 | Las cosas que nunca dije               |           | Montada por la compañía «La Insolente Teatre»                                                                              |
| 2019 | PARANOIA                               | -         | Obra de teatro que se desarrolla a través de WhatsApp                                                                      |
| 2020 | Reminiscencia                          | El mismo  | Montada por la compañía «La Insolente Teatre»; escrita y dirigida por Vaca.                                                |
| 2020 | Las cosas que nunca dije               | -         | Dramaturgo y director. |
| 2022 | Identidad #83                          | Director  | Biodrama sobre la historia familiar del cirujano y conductor de televisión Roberto Hoppmann. Producción de Espacio Taller. |